# Eugene Galekovic
Eugene Galekovic (chorw. Eugen-Josip Galeković; ur. 12 czerwca 1981 w Melbourne) – australijski piłkarz chorwackiego pochodzenia grający na pozycji bramkarza.

## Kariera klubowa
Galekovic swoją przygodę z piłką nożną rozpoczął w wieku 12 lat w zespole Chelsea Hajduk, czyli w klubie dla dzieci, które mają chorwackie korzenie. Występował także w zespole Bulleen Lions.
W 1999 podpisał swój pierwszy zawodowy kontrakt z zespołem Melbourne Knights, w którym to pełnił rolę bramkarza rezerwowego. Rok później przeszedł do Gippsland Falcons, w którym to dostał szansę debiutu w National Soccer League. Sezon 2000/01 zakończył z 11 występami w lidze, po czym został piłkarzem South Melbourne.
Dobrą postawą w South Melbourne zapracował na wyjazd do Portugalii, gdzie dołączył do SC Beira-Mar. Przygoda z europejską piłką trwała jednak tylko sezon, włącznie z wypożyczeniem do FC Marco. W 2005 powrócił do Australii, do klubu Melbourne Victory. Jako zawodnik Victory zagrał w 15 spotkaniach przez dwa sezony, kończąc swoją grę w drużynie zdobyciem mistrzostwa A-League Premiership oraz A-League Championship.
Od sezonu 2007/08 strzegł bramki Adelaide United. Wraz z tym zespołem odnosił największe sukcesy, przede wszystkim mistrzostwo A-League Premiership oraz A-League Championship w sezonie 2015/16. Triumfował także w rozgrywkach FFA Cup w 2014, docierając do finału również w 2017. United dotarło także wraz z Galekoviciem w składzie do finału AFC Champions League w 2008. Czterokrotnie został wybierany bramkarzem roku A-League w sezonach 2008/09, 2009/10, 2013/14 i 2014/15. Łącznie przez 10 lat gry w zespole z Adelajdy rozegrał 238 spotkań.
W 2017 dołączył do Melbourne City. Wraz z klubem będącym częścią City Football Group dotarł do finału FFA Cup w 2019. W tym samym roku zakończył karierę piłkarską.
| Sezon     | Klub              | Kraj       | Rozgrywki              | Mecze | Bramki |
| --------- | ----------------- | ---------- | ---------------------- | ----- | ------ |
| 1999/2000 | Melbourne Knights | Australia  | National Soccer League | 0     | 0      |
| 2000/01   | Gippsland Falcons | Australia  | National Soccer League | 11    | 0      |
| 2001/02   | South Melbourne   | Australia  | National Soccer League | 0     | 0      |
| 2002/03   | South Melbourne   | Australia  | National Soccer League | 15    | 0      |
| 2003/04   | South Melbourne   | Australia  | National Soccer League | 22    | 0      |
| 2004/05   | SC Beira-Mar      | Portugalia | Primeira Liga          | 2     | 0      |
| 2004/05   | FC Marco          | Portugalia | Segunda Liga           | 6     | 0      |
| 2005/06   | Melbourne Victory | Australia  | A-League               | 11    | 0      |
| 2006/07   | Melbourne Victory | Australia  | A-League               | 4     | 0      |
| 2007/08   | Adelaide United   | Australia  | A-League               | 11    | 0      |
| 2008/09   | Adelaide United   | Australia  | A-League               | 18    | 0      |
| 2009/10   | Adelaide United   | Australia  | A-League               | 27    | 0      |
| 2010/11   | Adelaide United   | Australia  | A-League               | 27    | 0      |
| 2011/12   | Adelaide United   | Australia  | A-League               | 25    | 0      |
| 2012/13   | Adelaide United   | Australia  | A-League               | 24    | 0      |
| 2013/14   | Adelaide United   | Australia  | A-League               | 28    | 0      |
| 2014/15   | Adelaide United   | Australia  | A-League               | 25    | 0      |
| 2015/16   | Adelaide United   | Australia  | A-League               | 20    | 0      |
| 2016/17   | Adelaide United   | Australia  | A-League               | 23    | 0      |
| 2017/18   | Melbourne City    | Australia  | A-League               | 8     | 0      |
| 2018/19   | Melbourne City    | Australia  | A-League               | 26    | 0      |

## Kariera reprezentacyjna
Galekovic występował w reprezentacji Australii do lat 23. Grał także na Igrzyskach Olimpijskich 2004 w Atenach.
Po raz pierwszy w reprezentacji zagrał 28 marca 2009 w meczu przeciwko reprezentacji Indonezji, zremisowanym 0:0. Został powołany na Mistrzostwa Świata 2010 oraz Mistrzostwa Świata 2014. Na obu turniejach pełnił rolę bramkarza rezerwowego.
Także jako rezerwowy był częścią zespołu, który zwyciężył podczas Pucharu Azji 2015. Ostatni raz bramki piłkarskiej drużyny Australii strzegł 25 lipca 2013 w spotkaniu z Japonią, przegranym 2:3. Łącznie w latach 2009–2013 wystąpił w 8 spotkaniach reprezentacji Australii.
| Mecze i gole w reprezentacji | Mecze i gole w reprezentacji | Mecze i gole w reprezentacji | Mecze i gole w reprezentacji | Mecze i gole w reprezentacji | Mecze i gole w reprezentacji | Mecze i gole w reprezentacji |
| #                            | Data                         | Miasto                       | Przeciwnik                   | Gol                          | Wynik                        | Rozgrywki                    |
| ---------------------------- | ---------------------------- | ---------------------------- | ---------------------------- | ---------------------------- | ---------------------------- | ---------------------------- |
| 1.                           | 28.01.2009                   | Dżakarta                     | Indonezja                    |                              | 0:0                          | El. Pucharu Azji 2011        |
| 2.                           | 05.03.2009                   | Bruce                        | Kuwejt                       |                              | 0:1                          | El. Pucharu Azji 2011        |
| 3.                           | 06.01.2010                   | Kuwejt                       | Kuwejt                       |                              | 2:2                          | El. Pucharu Azji 2011        |
| 4.                           | 03.03.2010                   | Milton                       | Indonezja                    |                              | 1:0                          | El. Pucharu Azji 2011        |
| 5.                           | 03.12.2012                   | Hongkong                     | Hongkong                     |                              | 1:0                          | Puchar Azji Wschodniej       |
| 6.                           | 07.12.2012                   | Wan Chai                     | Guam                         |                              | 9:0                          | Puchar Azji Wschodniej       |
| 7.                           | 20.07.2013                   | Seul                         | Korea Południowa             |                              | 0:0                          | Puchar Azji Wschodniej       |
| 8.                           | 25.07.2013                   | Hwaseong                     | Japonia                      |                              | 2:3                          | Puchar Azji Wschodniej       |

## Sukcesy
Australia
- Puchar Azji (1): 2015

Melbourne Victory
- Mistrzostwo A-League Premiership (1): 2006/07
- Mistrzostwo A-League Championship (1): 2006/07

Adelaide United
- Mistrzostwo A-League Premiership (1): 2015/16
- Mistrzostwo A-League Championship (1): 2015/16
- FFA Cup (1): 2014
- Finał FFA Cup (1): 2017
- Finał AFC Champions League (1): 2008

Melbourne City
- Finał FFA Cup (1): 2019

Indywidualne
- Bramkarz roku A-League (4): 2008/09, 2009/10, 2013/14, 2014/15